# میدان کوزه‌گری

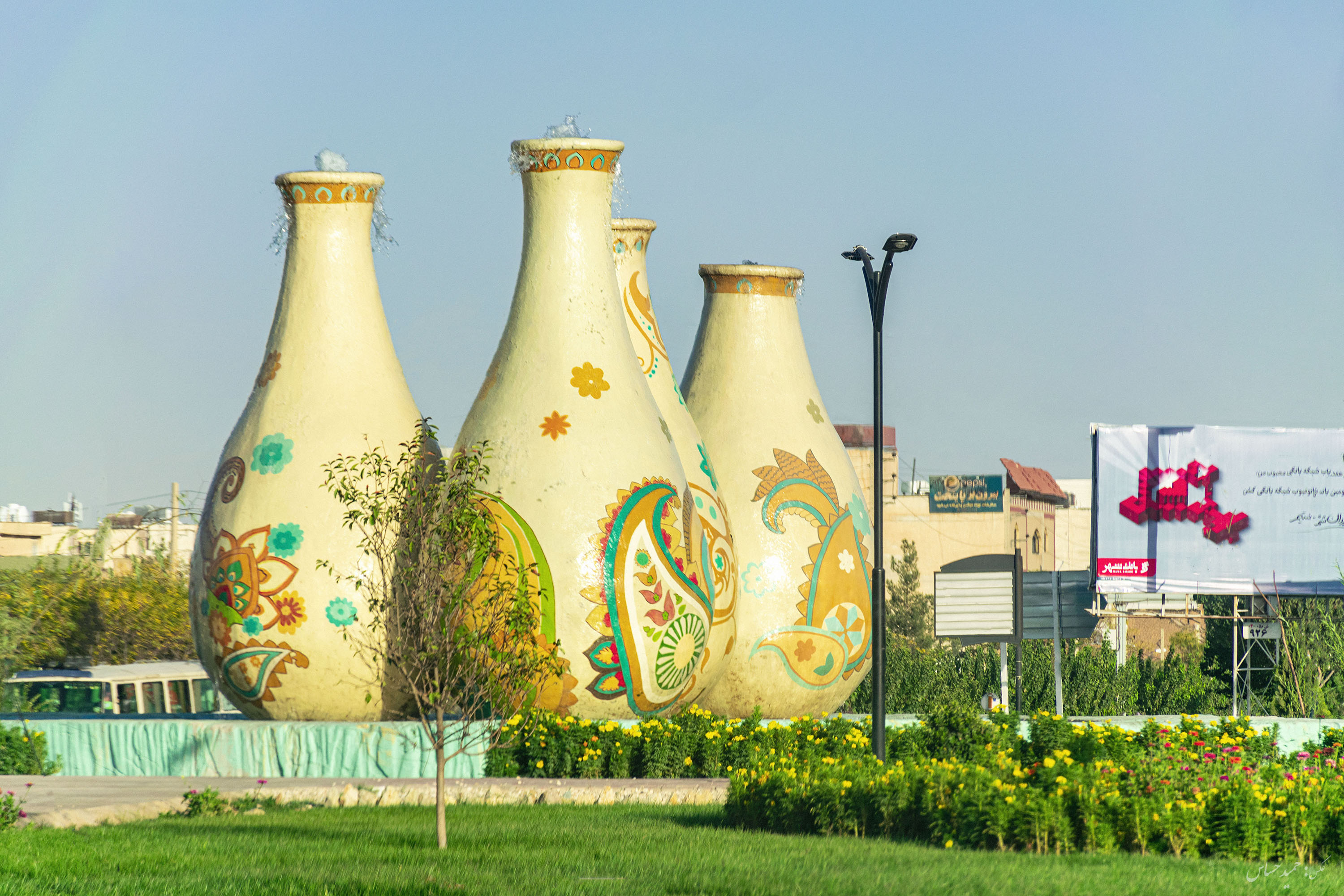
میدان کوزه‌گری شیراز

میدان کوزه‌گری میدانی در جنوب شیراز است که در آن بزرگراه رحمت و بلوار بسیج به هم می‌پیوندند. این میدان موقعیت تقاطع دو محله با همین نام است.

### موقعیت میدان کوزه‌گری
میدان کوزه‌گری شیراز در واقع در تقابل با محله کوزه‌گری در استان فارس و در محدودهٔ جنوب شرقی شهر شیراز واقع شده است. این محله در منطقه ۲ قرار گرفته است و از شمال با میدان لاوان، خیابان لاوان، بلوار دلاوران بسیج و خیابان اجرایی، از جنوب با میدان کوزه‌گری و از غرب با بلوار رحمت و خیابان رحمت پنجاه و هفتم محدود شده است و با محله‌های شیخ علی چوپان، قلعه شاهزاده بیگم، مقر، دانشگاه شهید باهنر مجاورت دارد.

## ترابری

### خیابان‌ها
- بزرگراه رحمت
- بلوار بسیج

### اتوبوسرانی
- خط ۳
- خط ۲۵
- خط ۳۱
- خط ۹۸
- خط ۱۳۵